# José Calvo
José Calvo, noto anche con gli pseudonimi Pepe Calvo, Josepe Calvo e Joseph Calvo (Madrid, 3 marzo 1916 – Las Palmas de Gran Canaria, 16 maggio 1980), è stato un attore spagnolo.

## Biografia
José Calvo era tra gli attori spagnoli più apprezzati in Italia. Celebri sono infatti le sue apparizioni in commedie italiane degli anni cinquanta e anni sessanta. Ha inoltre interpretato il ruolo di Silvanito nel popolare western di Sergio Leone Per un pugno di dollari (1964), dopo il quale ha avuto parti anche nei film-parodia come Per mille dollari al giorno (1966) e Per pochi dollari ancora (1967). Nel 1968 ha lavorato con il Quartetto Cetra, interpretando in Non cantare, spara la parte del bandito messicano El Pobre.

## Filmografia parziale

### Cinema
- Dulce nombre, regia di Enrique Gómez (1952)
- Il coyote, regia di Joaquín Luis Romero Marchent (1955)
- Il mondo sarà nostro (El expreso de Andalucía), regia di Francisco Rovira Beleta (1956)
- Mio zio Giacinto, regia di Ladislao Vajda (1956)
- Il ragazzo dal cuore di fango, regia di Sergio Corbucci e Carlos Arévalo (1957)
- Buongiorno primo amore!, regia di Marino Girolami e Antonio Momplet (1957)
- Il maestro..., regia di Aldo Fabrizi (1957)
- Marinai, donne e guai, regia di Giorgio Simonelli (1958)
- Noi siamo due evasi, regia di Giorgio Simonelli (1959)
- La voce della mamma, regia di Fernando Soler (1960)
- Due contro tutti, regia di Alberto De Martino e Antonio Momplet (1962)
- La banda degli otto, regia di Tullio Demicheli (1962)
- I tromboni di Fra' Diavolo, regia di Giorgio Simonelli e Miguel Llach (1962)
- Duello nel Texas, regia di Mario Caiano e Ricardo Blasco (1963)
- La schiava di Bagdad, regia di Pierre Gaspard-Huit (1963)
- I cavalieri della vendetta (Llanto por un bandido), regia di Carlos Saura (1963)
- Per un pugno di dollari, regia di Sergio Leone (1964)
- Il ranch degli spietati (Oklahoma John), regia di Jaime Jesús Balcázar e Roberto Bianchi Montero (1965)
- L'ombrellone, regia di Dino Risi (1965)
- Perché uccidi ancora, regia di José Antonio de la Loma e Edoardo Mulargia (1965)
- La prima avventura, regia di Tullio Demicheli (1965)
- Il rinnegato del deserto (Una ráfaga de plomo), regia di Paolo Heusch e Antonio Santillán (1965)
- Per mille dollari al giorno, regia di Silvio Amadio (1966)
- All'ombra di una colt, regia di Giovanni Grimaldi (1966)
- Per pochi dollari ancora, regia di Giorgio Ferroni (1966)
- Non faccio la guerra, faccio l'amore, regia di Franco Rossi (1966)
- 2 mafiosi contro Al Capone, regia di Giorgio Simonelli (1966)
- Tre notti violente, regia di Nick Nostro (1966)
- Che notte, ragazzi!, regia di Giorgio Capitani (1966)
- I giorni dell'ira, regia di Tonino Valerii (1967)
- Non cantare, spara, regia di Daniele D'Anza - miniserie TV (1968)
- Due volte Giuda, regia di Nando Cicero (1968)
- Il prezzo del potere, regia di Tonino Valerii (1969)
- Rebus, regia di Nino Zanchin (1968)
- I terrificanti delitti degli assassini della via Morgue (Murders in the Rue Morgue), regia di Gordon Hessler (1971)
- Anda muchacho, spara!, regia di Aldo Florio (1971)
- Ettore lo fusto, regia di Enzo G. Castellari (1972)
- Arrivano Joe e Margherito, regia di Giuseppe Colizzi (1974)
- L'uomo che sfidò l'organizzazione, regia di Sergio Grieco (1975)

## Doppiatori italiani
- Luigi Pavese in Per un pugno di dollari, Non faccio la guerra, faccio l'amore, I giorni dell'ira, Gli imbroglioni
- Carlo Romano in Marinai, donne e guai, Rebus, Ettore lo fusto
- Roberto Bertea in L'ombrellone, Due volte Giuda, Il prezzo del potere
- Nino Pavese in Duello nel Texas
- Giorgio Capecchi in All'ombra di una colt
- Lauro Gazzolo in Per pochi dollari ancora
- Giuseppe Rinaldi in 2 mafiosi contro Al Capone
- Renato Turi in Tre notti violente
- Sergio Fiorentini in Arrivano Joe e Margherito
- Antonio Guidi in L'uomo che sfidò l'organizzazione